# NGC 258

NGC 258

NGC 258 هي مجرة تتبع كوكبة المرأة المسلسلة. اكتشفها ويليام بارسونز في 22 ديسمبر 1848.

## روابط خارجية
- NGC 258 على موقع ويكي سكاي: DSS2, SDSS, GALEX, IRAS, Hydrogen α, X-Ray, Astrophoto, Sky Map, Articles and images